# (32251) 2000 OH50
2000 OH50 (asteroide 32251) é um asteroide da cintura principal. Possui uma excentricidade de 0.13009750 e uma inclinação de 12.60970º.
Este asteroide foi descoberto no dia 31 de julho de 2000 por LINEAR em Socorro.